# Позин, Алексей Викторович
Алексей Викторович Позин (род. 23 сентября 1971, Ленинград) — российский валторнист и композитор; солист симфонического оркестра Мариинского театра, лауреат всероссийских и международных конкурсов.

## Семья
Алексей Позин — сын Виктора Абрамовича Позина (22 января 1939, Ленинград — 9 августа 2010, Санкт-Петербург), валторниста и музыкального педагога, окончившего Ленинградскую консерваторию по классу Павла Орехова, а затем игравшего в 1961—1967 гг. в Московском государственном академическом симфоническом оркестре под управлением Вероники Дударовой, в 1967—1985 гг. в симфоническом оркестре Ленинградского государственного Академического Малого театра оперы и балета, в 1990—2001 гг. в Санкт-Петербургском государственном симфоническом оркестре «Классика»; кроме того, Позин-старший на протяжении своей творческой карьеры активно занимался педагогической деятельностью в музыкальных школах и лицеях Ленинграда-Петербурга, с 2001 преподавал в музыкальном колледже им. Римского-Корсакова.

## Биография
Алексей Позин начал заниматься музыкой в возрасте пяти лет. Несколько лет он занимался на скрипке под руководством педагога Льва Иващенко. В пятнадцать лет Позин получил первые уроки игры на валторне у своего отца. Годом позже он поступил музыкальное училище имени М. П. Мусоргского, где занимался на валторне у Павла Александрова и занимался оркестровкой под руководством Валерия Мальгина. С 1992 по 1998 года Алексей Позин учился в Санкт-Петербургской консерватории и окончил её по классу Андрея Глухова. Во время учёбы в консерватории он стал лауреатом нескольких всероссийских конкурсов (1993, 1996, 1997, 1999). В 2001 году Позин в составе духового квинтетаа стал лауреатом международного конкурса немецкой телерадиокомпании ARD.
С 1992 по 1999 год Алексей Позин был солистом Санкт-Петербургского государственного симфонического оркестра «Классика», с 1999 по 2004 — солистом молодёжного оркестра Мариинского театра. С 2004 года он исполняет обязанности солиста-регулятора симфонического оркестра Мариинского театра. Кроме того, Позин выступает как солист и камерный музыкант.
В 2015 году закончил класс композиции под руководством П. Банщикова.
Алексей Позин — автор многочисленных оркестровок и инструметовок для различных музыкальных коллективов, а также ряда собственных сочинений для оркестра и ансамбля. Его переложения музыки русских и зарубежных композиторов вошли в репертуар многих петербургских ансамблей. Хореографическая сюита Позина «Каталина» была исполнена брасс-ансамблем Мариинского театра.